# Parafia Nawiedzenia Najświętszej Maryi Panny w Smogorzewie Pańskim
Parafia pw. Nawiedzenia Najświętszej Maryi Panny w Smogorzewie Pańskim – parafia rzymskokatolicka należąca do dekanatu serockiego, diecezji płockiej, metropolii warszawskiej. 

## Miejsca święte

### Kościół parafialny
Kościół pw. Nawiedzenia Najświętszej Maryi Panny w Błędostowie